# Nannacara
Nannacara – rodzaj słodkowodnych ryb okoniokształtnych z rodziny pielęgnicowatych (Cichlidae).

## Występowanie
Ameryka Południowa – Brazylia, Wenezuela, Gujana, Surinam, Gujana Francuska.

## Klasyfikacja
Gatunki zaliczane do tego rodzaju:
- Nannacara anomala Regan, 1905 – akara paskowana[3][4][5][6], akarka pręgowana[7], akara prążkowana[8]
- Nannacara aureocephalus Allgayer, 1983
- Nannacara quadrispinae Staeck & Schindler, 2004
- Nannacara taenia Regan, 1912